# خلیج زی

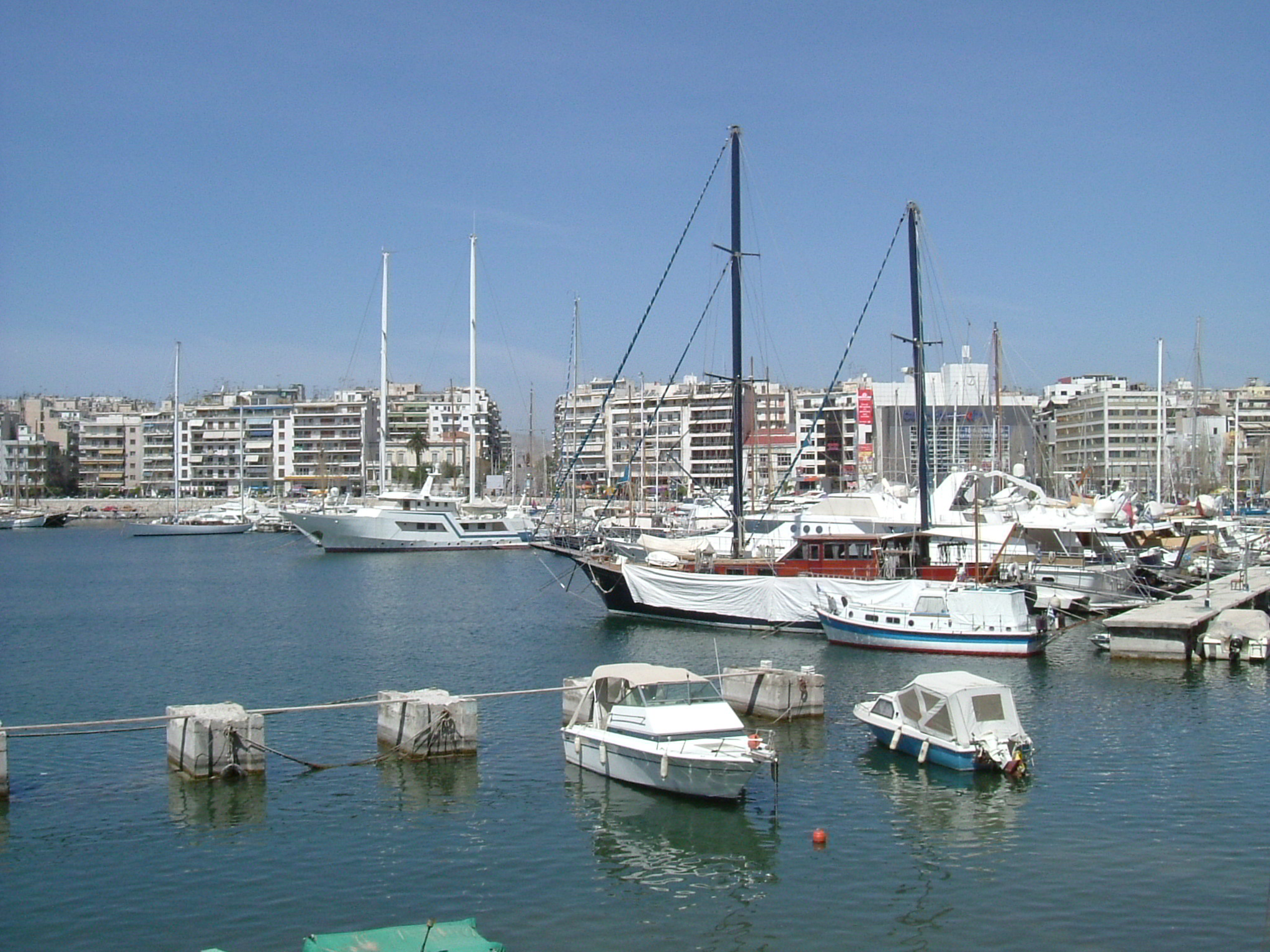
خلیج زی

خلیج زی (انگلیسی: Bay of Zea) از زمان عثمانی و تا همین اواخر با عنوان Paşalimanı شناخته می‌شد، خلیج وسیعی است که در سواحل شرقی شبه جزیره پیرئاس واقع شده‌است در آتن، یونان. این مکان میزبان بازی‌های شنا در بازی‌های المپیک تابستانی ۱۸۹۶ بود. یک بندر و مارینا در خلیج قرار دارد. در زمان‌های باستان بزرگترین بندر نظامی آتن بود.